# HMS Ajax (22)
HMS Ajax byl lehký křižník Royal Navy třídy Leander. Křižník bojoval v bitvě u ústí Rio de La Plata, byl jednou z lodí, které uskutečnily úspěšný útok na Taranto, bojoval v bitvě u Matapanu, pomáhal při obraně Kréty a dopravoval také zásoby pro obležený Tobruk. Po válce byl Ajax jedním z aktérů incidentu na lodi Exodus. Loď byla vyřazena v roce 1949.